# Stefan Pucher
Stefan Pucher, född 1965 i Gießen i Hessen, är en tysk teaterregissör.

## Biografi
1988–1994 studerade Stefan Purcher teatervetenskap och amerikanistik vid Johann Wolfgang Goethe-Universität i Frankfurt am Main. Han debuterade som regissör 1995 då han satte upp sin egen Zombie – Ein Horrortrip durch drei Jahrzehnte på Theater am Turm i Frankfurt. Därefter arbetade han med den tysk-engelska performancegruppen Gob Squad med vilka han satte upp sin egen 15 minutes to comply på Documenta i Kassel. En uppsättning som blev hans biljett till den tyskspråkiga världens stora välrenommerade teatrar. Han har regisserat på bland andra Volksbühne och Deutsches Theater i Berlin, Deutsches Schauspielhaus och Thalia Theater i Hamburg, Münchner Kammerspiele, Schauspielhaus Zürich och Burgtheater i Wien. Med Der Kirschgarten (Körsbärsträdgården) av Anton Tjechov på Theater Basel började han hitta sin form där han förenade det starkt visuella med det tekniskt innovativa. När Christoph Marthaler tog honom till Schauspielhaus Zürich kom hans stora genombrott med Tjechovs Drei Schwestern (Tre systrar) som var den första av hans uppsättningar att väljas ut till Berliner Theatertreffen 2002. Därefter har ytterligare sex av hans uppsättningar valts ut till Theatertreffen: 2003 Richard III av William Shakespeare på samma teater; 2005 valdes två av hans uppsättningar ut – dramatiseringen av Max Frisch Homo faber på Schauspielhaus Zürich och Shakespeares Othello på Deutsches Schauspielhaus; 2008 Shakespeares Der Sturm (Stormen) på Münchner Kammerspiele; 2001 Tod eines Handlungsreisenden (En handelsresandes död) av Arthur Miller på Schauspielhaus Zürich och 2016 Henrik Ibsens Ein Volksfeind (En folkefiende) på samma teater. 2005 utsåg den prestigefulla tidskriften Theater heute honom till årets regissör för uppsättningen av Othello.

## Teater

### Regi
| År   | Produktion                     | Upphovsmän                                                                   | Teater            |
| ---- | ------------------------------ | ---------------------------------------------------------------------------- | ----------------- |
| 2022 | Borkmania John Gabriel Borkman | Henrik Ibsen Översättning Klas Östergren, Bearbetning Alejandro Leiva Wenger | Malmö Stadsteater |